# Yphthimoides urbana
Yphthimoides urbana är en fjärilsart som beskrevs av Butler 1877. Yphthimoides urbana ingår i släktet Yphthimoides och familjen praktfjärilar. Inga underarter finns listade i Catalogue of Life.